# La scuola ci salverà
La scuola ci salverà è una raccolta di articoli e di racconti di Dacia Maraini, pubblicata nel 2021.
L'autrice espone le speranze che nutre nella scuola italiana e nella formazione delle nuove generazioni, che a suo avviso dovrebbero essere guidate da insegnanti capaci e motivati.

## Storia editoriale
Il volume raccoglie una scelta di articoli pubblicati principalmente sul Corriere della Sera dal 2004 al 2020 e su Io Donna dal 1999 al 2002, unitamente ad alcuni racconti brevi già editi, in rivista o in libri collettivi.
L'opera ha vinto nel 2021 la 10ª edizione del "Premio Letterario Caccuri" per la saggistica ed è stata finalista nel 2022 alla 58ª edizione del Premio Estense.

## Contenuto

### Gli articoli giornalistici
In essi Dacia Maraini affronta temi quali la necessità per la scuola di insegnanti motivati e meglio retribuiti, il finanziamento alla scuola pubblica e alle scuole private, il vandalismo giovanile ai danni delle strutture scolastiche, l'integrazione degli immigrati, l'insegnamento della lingua inglese, la laicità della scuola, l'istruzione e la cultura come prevenzione contro i femminicidi; non mancano confronti con il sistema scolastico statunitense.

### I racconti

#### L'esame
Pubblicato sulla rivista Tempo di letteratura, anno 1, n. 3-4 (estate 1961), pp. 117-178.
Trama
Luigino è un ragazzo adolescente che vive a Roma. La sua principale preoccupazione è data dalla scuola, ma è turbato anche dai pensieri del matrimonio di sua sorella Lilla, che sposa un uomo che poi emigra in Francia per lavorare come minatore, e che per questo rimane a vivere in famiglia, e dall'avventura a sfondo erotico con Mella, una donna di facili costumi. I rapporti di Luigino col suo miglior amico Cella si raffreddano, mentre si rafforzano quelli con un suo compagno di classe soprannominato Coniglio, che l'invita a trascorrere parte delle vacanze estive nella sua casa nelle campagne dell'Umbria, dopo aver sostenuto gli esami. Luigino però scopre, a sorpresa, di essere stato bocciato e deve tornare a casa in fretta e furia perché la sorella, dopo aver appreso che il marito in Francia si è accompagnato con un'altra donna, ha avuto un parto difficile, col bambino che è nato morto.

#### Berah di Kibawa
Pubblicato insieme ad altri contributi da Gremese Editore nel 2003. Il libro, al centro di un concorso organizzato dal Ministero degli Esteri, conteneva anche i finali di alcuni ragazzi delle scuole.
Trama
Berah è una bambina di Kibawa, un villaggio della Tanzania nei pressi della capitale Dodoma, che ogni giorno fa un'ora di cammino per poter frequentare la scuola. Il suo villaggio però si deve spostare di quindici chilometri, venendo ricollocato in una zona più arida, per far posto a un'enorme discarica per le immondizie della capitale. Temendo di non riuscire più ad andare a scuola, Berah accetta la proposta del suo giovane maestro Ahmed di emigrare insieme in Europa, e dopo anni di stenti e duro lavoro Berah riesce a diventare un'insegnante di geografia e storia; anche Ahmed riprende la sua professione, dopo essersi sposato con una bolognese.

#### Il bambino vestito di scuro
Pubblicato nella raccolta La ragazza con la treccia, Viviani Editore, 1994, pp. 83-92 (si trattava di un'edizione speciale per i viaggiatori Alitalia).
Trama
Laura è una ragazza che, sola nella sua casa caldissima, sta studiando sodo per l'esame di maturità. Un giorno chiede momentaneamente asilo in casa sua un bambino in un completo scuro, che dice di essere fuggito dal ricevimento di nozze di suo padre con una donna che non è sua madre. Laura è colpita per i pensieri che esprime e per la sua proprietà di linguaggio. Lo rincontra un'altra volta, nella quale fa degli accenni alla filosofia di Hegel e ai rapporti tra suo padre e la sua matrigna. Queste conversazioni sono ricordate da Laura anche nei giorni successive, al punto da influenzarla nel tema d'esame, e non in maniera negativa.

## Edizioni
- Dacia Maraini, La scuola ci salverà, Milano, Solferino, 2021, ISBN 978-88-282-0638-5.